# أثر (جبر خطي)
في الجبر الخطي، أثر مصفوفة مربعة A (بالإنجليزية: Trace of matrix)‏ هو مجموع مداخل المصفوفة الواقعة على القطر الرئيسي (القطر الممتد من العنصر الأعلى يسارا إلى العنصر الأسفل يمينا).
{\displaystyle \mathrm {tr} (A)=a_{11}+a_{22}+\dots +a_{nn}=\sum _{i=1}^{n}a_{ii}\,}
حيث aii تمثل المدخل على الصف i والعمود i للمصفوفة A.
أثر المصفوفة هو مجموع قيمها الذاتية، حقيقية كانت أم عقدية. أثر مصفوفة لا يتغير بتغيير القاعدة، صانعًا منها لامتباينا.

## مثال
ليكن T عاملا خطيا ممثلا بالمصفوفة التالية:
{\displaystyle {\begin{bmatrix}-2&2&-3\\-1&1&3\\2&0&-1\end{bmatrix}}.}
فإن tr(T) = −2 + 1 − 1 = −2.
يكون أثر مصفوفة الوحدة هو بعد الفضاء; وهذا يقود إلى تعميم البعد باستعمال الأثر. يكون أثر المسار (أي P2 = P) هو ترتيب المسار. يكون أثر مصفوفة نيلبوتنت صفرا.
بشكل عام، إذا كانت f(x) = (x − λ1)d1···(x − λk)dkهي مميز كثيرة الحدود للمصفوفة A, فإن
{\displaystyle \mathrm {tr} (A)=d_{1}\lambda _{1}+\cdots +d_{k}\lambda _{k}.\!}

## خصائص

### خصائص أساسية
{\displaystyle \operatorname {tr} (A+B)=\operatorname {tr} (A)+\operatorname {tr} (B)},
{\displaystyle \operatorname {tr} (cA)=c\operatorname {tr} (A)}.
انظر إلى منقولة مصفوفة.
{\displaystyle \operatorname {tr} (A)=\operatorname {tr} (A^{\mathrm {T} })}.

### أثر جداء مصفوفتين
{\displaystyle \operatorname {tr} (X^{\mathrm {T} }Y)=\operatorname {tr} (XY^{\mathrm {T} })=\operatorname {tr} (Y^{\mathrm {T} }X)=\operatorname {tr} (YX^{\mathrm {T} })=\sum _{i,j}X_{ij}Y_{ij}}.

## جبر لي
انظر إلى جبر لي.